# Димитър Тодоров (офицер)
Димитър Желев Тодоров е български офицер, генерал-лейтенант, пионер в развитието на Ракетните войски на България.

## Биография
Роден е на 8 ноември 1921 г. в Стара Загора. Завършва мъжката гимназия „Иван Вазов“ в Стара Загора през 1940 г. През септември 1940 г. става войник в дванадесети пехотен балкански полк. Член на РМС. На 28 април 1941 г. е арестуван за комунистическа дейност и осъден на 15 години затвор в Сливен. Освободен на 18 октомври 1944 г. вследствие на амнистия. От 29 ноември същата година е помощник-командир на първо артилерийско отделение от осми дивизионен артилерийски полк. Даден му е чин капитан. След войната влиза в българската армия. От 27 септември до 15 октомври 1945 г. изкарва едномесечен курс за политически офицери. В периода 29 януари-5 октомври 1946 е курсант във Военното училище, като учи за помощник-командир на артилерийски дивизион. С поверителна заповед № 97 от 31 октомври 1946 г. е причислен като завършващ към 55-и випуск. След това от 8 октомври 1946 г. до 8 септември 1947 г. е помощник-командир на артилериски дивизион в осми дивизионен артилерийски полк. В периода 9 септември 1947 – 17 януари 1949 г. е временно изпълняващ длъжността началник на щаба на полка. От 18 януари до 21 декември 1949 учи във Висшата офицерска артилерийска школа в СССР. След като се завръща на 22 декември 1949 г. е назначен за временно изпълняващ длъжността командир на 19-и гаубичен артилерийски полк. Остава на тази позиция до 5 февруари 1950 г. От 6 февруари до 6 април същата година е командир на полка, като изкарва курс за командири на артилерийски полкове. В периода 7 април 1950 – 11 ноември 1951 г. е началник на отдел „Бойна подготовка“ в Командването на артилерията. От 12 ноември 1951 г. до 29 януари 1952 г. е заместник-командир на артилерията на кавалерийска дивизия. Между 30 януари 1952 и 18 ноември 1953 г. е командир на артилерията на втора мотострелкова дивизия. Междувременно от 30 април до 1 октомври 1952 г. изкарва висш академичен курс във Военнотехническата академия. На 19 ноември 1953 г. е назначен за заместник-командир на 4-ти самостоятелен корпус. Освободен е на 8 декември 1954 г. В периода 9 декември 1953 – 1 септември 1956 г. е началник-щаб на артилерията на трета армия. В периода 1 септември 1956 – 9 октомври 1958 учи в Артилерийския факултет на Военнотехническата академия.
Учи във Военната академия в София от 10 октомври 1958 г. до 1 септември 1959 г. (специалност „Земна артилерия“). От 2 септември 1959 г. е началник на катедра „Артилерия“ във Военната академия до 17 октомври 1960. На 18 октомври 1960 е назначен за началник-щаб на командването на артилерията. Остава на този пост до 25 октомври 1961 г. Между 26 октомври 1961 г. и 30 декември 1962 г. учи във Военната артилерийска академия в Санкт Петербург. На 31 декември 1962 г. е определен за временно изпълняващ длъжността, а постоянен командир от 23 април 1963 г. е командир на артилерията на българската армия. Остава на този пост до 9 юли 1973 г. Между 10 юли 1973 и 10 септември 1978 г. е началник на Управление „Ракетни войски и артилерия“ в Командването на Сухопътните войски. През 1970 г. завършва Военната академия на Генералния щаб на Въоръжените сили на СССР. След това от 12 септември 1978 до 20 ноември 1986 г. е заместник главен инспектор, отговарящ за ракетните войски и артилерията. На 29 ноември 1986 г. е оставен в разпореждане по щат А-141 за уволнение. Излиза в запаса на 1 април 1987 г. През 2010 получава почетна грамота и икона на света великомъченица Варвара за изключителни заслуги към артилерията. Умира на 6 ноември 2018 г.

## Военни звания
- капитан – 31 октомври 1946 (Заповед №97/31 октомври 1946)
- майор – 9 септември 1948 (МЗ №508/9 септември 1948)
- подполковник – 25 април 1950 (МЗ №271/25 април 1950)
- полковник – 11 април 1955 (МЗ №355/11 април 1955)
- генерал-майор – 7 септември 1965 (Указ на ДС № 648/7 септември 1965, МЗ/Ук №364/7.09.1965)
- генерал-лейтенант – 7 септември 1974 (Указ на ДС № 1219/3 септември 1974, МЗ/Ук №485/7.09.1974)

## Образование
- Мъжка гимназия „Иван Вазов“, Стара Загора – до 1940
- Военно училище в София – 1946
- Висша офицерска артилерийска школа, СССР – 18 януари – 21 декември 1949
- Военнотехническа академия – 1 септември 1956 – 9 октомври 1958
- Военна академия „Георги Раковски“ – 10 октомври 1958 – 1 септември 1959
- Военна артилерийска академия в Санкт Петербург – 26 октомври 1961 – 30 декември 1962
- Военна академия на Генералния щаб на Въоръжените сили на СССР – 1968 – 1970

## Награди
- Медал „За безупречна служба“ – I ст. (1963)
- Медал „За безупречна служба“ – II ст. (1959)
- Медал „За храброст“ – IV ст. (1946)
- Медал „За боева заслуга“
- „Народна република България“ – I ст. (1981)
- „Народна република България“ – II ст. (1971)
- „Народна република България“ – III ст.
- „Червено знаме“
- Медал „1300 години България“ (1981)

## Книги
- Ракетните войски на България, Изд. Еър Груп 2000, 2007 Архив на оригинала от 2020-12-05 в Wayback Machine.